# 宁波大剧院站
宁波大剧院站是浙江省宁波市建设中的一座地下城市轨道交通车站，为宁波轨道交通6号线和7号线换乘站。7号线车站计划于2026年底启用，6号线车站则计划于2027年启用。

## 车站形制
宁波大剧院站位于江北区文教街道大闸南路、通途路口。6号线车站沿通途路东西向布置，为地下二层岛式车站，长215米，宽21.3米，建筑面积15020平方米。7号线车站沿大闸南路南北向布置，为地下三层岛式车站，长171.2米，宽21.3米，建筑面积为16628平方米。两线车站呈T型节点换乘。

## 出口
宁波大剧院站规划设置5个出口。